# 薇琪·加博爾
维多利亚·“薇琪”·加博爾（波蘭語：Wiktoria "Viki" Gabor，2007年7月10日—），是波兰女歌手。薇琪出生於德國漢堡的波蘭罗姆人家庭，她出生後，全家回到波蘭，後來移居英國；她七歲時全家再度回到波蘭克拉科夫定居。
她於2019年開始她的職業生涯。先是獲得《波蘭兒童之聲》第二季的亞軍，隨後憑藉歌曲“超級英雄”贏得了2019年歐洲青少年歌唱大賽的冠軍。她是繼罗沙娜·维奇尔後第二個贏得冠軍的波蘭參賽者，波蘭也因此成為第一個在該賽事二連霸的國家。